# Tooheys New Cup
La Tooheys New Cup (TNC) è un torneo di Rugby organizzato dalla New South Wales Rugby Union (NSWRU) a partire dal 2002 come un passo intermedio tra il livello di base del rugby dello stato (vedi Shute Shield) e il Super 14 professionistico.
Infatti partecipano a questo torneo anche i giocatori disponibili nella seconda parte della stagione provenienti dalle squadre del Super 14 e non impegnati in incontri internazionali. 
Nel 2004-2005 parteciparono pure i Canberra Vikings.

## Tooheys New Cup Grand Finals
- 2002- Eastwood Beat Sydney University
- 2003- Eastwood Beat Randwick
- 2004- Randwick Beat Eastwood
- 2005- Sydney University Beat Eastwood
- 2006- Sydney University Beat Randwick